# Dilauroylperoxid
Dilauroylperoxid ist eine chemische Verbindung aus der Gruppe der organischen Peroxide.

## Gewinnung und Darstellung
Dilauroylperoxid kann durch Reaktion von Lauroylchlorid mit Wasserstoffperoxid oder Natriumperoxid gewonnen werden.

## Eigenschaften
Dilauroylperoxid ist ein brennbarer weißer geruch- und geschmackloser Feststoff, der praktisch unlöslich in Wasser ist. Er beginnt sich bei Erhitzung über 50 °C zu zersetzen. Kalorimetrisch wurde ein Zersetzungswärme von −355 kJ·mol−1 bestimmt. Unterhalb des Schmelzpunktes verläuft die Zersetzung wesentlich langsamer als in der Schmelze. Es kann mit brennbaren oder reduzierend wirkenden Substanzen explosionsartig reagieren.

## Verwendung
Dilauroylperoxid wird als Bleichmittel und Trocknungsmittel für Fette, Öle und Wachse sowie als Polymerisationskatalysator für Vinylchlorid und andere Verbindungen verwendet. Es kann auch als Reduktionsmittel bei der Barton-McCombie-Reaktion (Desoxygenierung von Alkoholen) eingesetzt werden.